# Джафар III
Джафар III (д/н — 1046) — 13-й емір аль-Тефеліса у 1032—1046 роках.

## Життєпис
Походив з династії Джаффаридів. Син еміра Алі II. Посів трон 1032 року (за деякими відомостями це сталося раніше).
1032 (за іншими відомостями 1027 або 1030) року доєднався до коаліції Давида I, царя Ташир-Джорагеті, Квіріке III, царя Гереті-Ереті, картлійський таваді — Ліпарита IV Багуаші, еріставі Тріалеті, та Іване Абазадзе, еріставі Картлі, що була спрямована проти Фадла II шедаддида, еміра Гянджі. У запеклій битві на річці Еклеці союзники здобули цілковиту перемогу. Завдяки цьому Джафар III позбавився залежності від Гянджі.
Невдовзі зіткнувся з намірами Квіріке III й Ліпарита IV Багуаші розділити власні володіння. 1033 року Джафара III викрадено Ліпаритом Багуаші і Іване Абазадзе, але звільнено царем Грузії Багратом IV. Новому походу проти аль-Тефелісу завадила раптова загибель у 1037 році Квіріке III. Втім 1038 або 1039 року Ліпарит IV все ж взяв в облогу аль-Тефеліс (Тбілісі). Завдяки втручанню картлійського царя Баграта IV у 1041 році облогу було припинено. Джафар III підтвердив зверхність Баграта IV.
Помер Джафар III 1045 року. Трон спадкував його син Мансур II.